# Ratko Perić
Ratko Perić (Tuk, 2. veljače 1944.), prelat Katoličke Crkve koji je služio kao biskup mostarsko-duvanjski i trajni apostolski upravitelj trebinjsko-mrkanski od 1993. do umirovljenja 2020. godine. Nakon umirovljenja, od srpnja do rujna 2020., služio je kao apostolski upravitelj obiju biskupija do ustoličenja njegova nasljednika.

## Životopis

### Mladost i školovanje
Ratko Perić rođen je u selu Tuk, u općini Rovišće, kod Bjelovara, kao šesto dijete u obitelji Grge i Anice (rođ. Raguž). Obitelj je 1942. bila protjerana iz Rotimlje kod Stoca i nastanila se kod Bjelovara. Kršten je 5. veljače 1944. u crkvi Presvetog Trojstva u Rovišću.
Obitelj je u lipnju 1946. protjerana iz Rovišća, ovaj put pod prijetnjom Odjeljenja za zaštitu naroda (OZNA) te su se vratili u Rotimlju, gdje su zatekli obiteljsko imanje pokradeno i spaljeno. Tamo se Perić 1951. upisao u osnovnu školu. Krizman je u Prenju kod Stoca 23. srpnja 1953. od Andrije Majića, biskupovog izaslanika. Perić je nastavio školovanje u pučkoj školi u Crnićima kod Stoca od 1955. do 1959. godine. Nakon toga završava sjemenišnu gimnaziju na zagrebačkoj Šalati. Nakon završene srednje škole u Zagrebu od 1963. do 1965. godine pohađa dvogodišnji filozofski studij. Zatim se upisuje na Papinsko sveučilište Urbaniana u Rimu, gdje je studirao teologiju od 1965. do 1969. godine. Postigao je licencijat iz teologije u lipnju 1969. godine s tezom „Uloga kardinala Stepinca u odnosima između Crkve i države”.

### Svećeništvo
Perić je zaređen za đakona u Rimu 13. travnja 1969. Za svećenika Trebinjsko-mrkanske biskupije ga je zaredio 29. lipnja 1969. biskup Petar Čule u Prisoju kod Tomislavgrada. Mladu misu proslavio je 22. kolovoza iste godine. Perić je nastavio školovanje na Papinskom sveučilištu Urbaniana gdje je doktorirao 10. prosinca 1971. s tezom „Značenje evangelizacije u perspektivi anonimnog kršćanstva” pod mentorstvom Carla Molarija. Tijekom dvogodišnjega doktorskog studija boravio je kao pitomac u Papinskom hrvatskom zavodu sv. Jeronima.
Nakon toga se vratio u Hercegovinu, gdje ga biskup, 3. rujna 1971. imenuje za župnog upravitelja u Trebinju. Na toj službi ostaje do 1974. godine. Usporedno je predavao opću povijest i grčki jezik u Humanističkoj gimnaziji u Dubrovniku od 1972. do 1974. Nakon toga je predavao na Visokoj katoličkoj teološkoj školi u Sarajevu od 1974. do 1979. u Sarajevu je predavao ekumensku teologiju, istočno bogoslovlje, religioznu psihologiju, mariologiju, o sakramentima općenito i posebno te o stožernim krjepostima.
Perić je 7. prosinca 1979. imenovan rektorom Papinskog hrvatskog učilišta sv. u Rimu. Kasnije je predavao ekumensku teologiju na Papinskom sveučilištu Gregoriana u Rimu od 1989. do 1992., a također je predavao istočnu teologiju na Katoličkom bogoslovnom fakultetu u Zagrebu od 1991. do 1992. Od 1984. godine je bio privatni, a od 1991. i sveučilišni docent.

#### Rektor Zavoda sv. Jeronima
Papa Ivan Pavao II. imenovao je Ratka Perića rektorom Papinskoga hrvatskog zavoda sv. Jeronima, 7. prosinca 1979. Dana 11. srpnja 1981. imenovan je počasnim kapelanom Njegove Svetosti, s naslovom monsinjora.
Na traženje hrvatskih biskupa, Sveta je Stolica 1971. promijenila dotadašnji naziv „Zavod sv. Jeronima od Ilirâ” odredivši da se Zavod umjesto ilirskom nazove hrvatskim imenom te da se može zvati i papinskim zavodom te je službeni naziv Zavoda postao Papinski hrvatski zavod sv. Jeronima. Slijedom toga, rektor se Perić osobito zauzeo da se službeni zavodski naziv provede u svim civilnim registrima. Kao rezultat tih nastojanja, izdan je dekret predsjednika Republike, kojim se priznaje, sa svim civilnim učincima novi naziv Zavoda. Ista je promjena provedena pri registru nekretnina, katastarskom uredu i registru pravnih osoba. Rektor Perić proveo je i promjenu naziva crkve sv. Jeronima, obrativši se dopisima kardinalu-vikaru grada Rima, koji je pozitivno odgovorio, 9. listopada 1981. I ova promjena provedena je kod civilnih vlasti.
Međutim, unatoč višestrukim nastojanjima rektora Perića između 1984. i 1988. godine, rimske civilne vlasti nisu usvojile njegov prijedlog da se promijeni i naziv prolaza pored Zavoda, iz dotadašnjega Largo dei Schiavoni u Largo dei Croati. Prvotno pozitivan odgovor gradskih vlasti odbijen je nakon pritiska određenih skupina koje su se protivile ideji da prolaz ponese hrvatsko ime.
Uoči desete godišnjice imenovanja, u skladu sa Statutom Zavoda, ponudio je ostavku Konferenciji hrvatskih biskupa s pravom na Zavod. Kardinal Kuharić, predsjednik Konferencije, prenio je odluku da „nastavi rektorsku službu za sljedeći mandat ili barem još kroz koju godinu”. Kao rektor, mons. Perić je 21. listopada 1989. u Zavodu dočekao papu Ivana Pavla II., povodom 400. godišnjice crkve sv. Jeronima. Papa se susreo sa svećenicima koji studiraju u Zavodu, predvodio Misu pred stotinama vjernika koji su se okupili u crkvi sv. Jeronima te se, kako prenosi vatikanski dnevni list L'Osservatore Romano, zadržao sa zavodskom zajednicom do iza 21 sat.
U vrijeme njegove uprave, zavod je održao više simpozija i objavio više radova: o hrvatskom podrijetlu pape Siksta V. i dva sveska o crkvi sv. Jeronima. U tom je periodu Zavod pokrenuo izdavački niz Collectanea croatico-hieronymiana de Urbe.
Kao rektor, sudjelovao je u dvjema službenim delegacijama s diplomatskom putovnicom Svete Stolice: na Nacionalnom euharistijskom kongresu održanom u Mariji Bistrici 1984. te u posjetu Predsjedništvu i Vladi SFRJ u Beogradu i na Ćirilo-metodskim slavljima u Đakovu 1985. U razdoblju od 1985. do 1987. protiv biskupa Perića i još dvojice isusovaca vodio se sudski postupak u Crnoj Gori na koji je bio više puta pozivan iz Rima. U sudskom su postupku bili optuženi zbog „nijekanja Jugoslavije”.
Papa je mons. Perića imenovao savjetnikom Kongregacije za kler, na pet godina, 24. travnja 1990. godine.

### Biskupstvo
Za biskupa-koadjutora imenovan je 29. svibnja 1992. godine. Od 1993. počeo je predavati ekleziologiju i mariologiju na Teološkom institutu u Mostaru. Budući da je mostarska katedrala bila teško oštećena u ratu koji je trajao, posvećenje biskupa Perića obavljeno je u Neumu 14. rujna 1992. godine.
Glavni posvetitelj je bio kardinal Franjo Kuharić, nadbiskup zagrebački, a suposvetitelji tajnik Kongregacije za evangelizaciju naroda nadbiskup Josip Uhač i mostarsko-duvanjski biskup Pavao Žanić. Biskupa Perića su do oltara dopratili tajnik zagrebačke nadbiskupije, Stjepan Kožul, i vicerektor Hrvatskog papinskog zavoda sv. Jeronima, Đuro Gašparović.
Sveta Stolica je cijenila Perićevu upućenost u druge vjere i ekumenska pitanja. Iz tog razloga, nakon Žanićeva umirovljenja, Perić ga je naslijedio na mjestu mostarsko-duvanjskog biskupa. U službu je uveden 24. srpnja 1993. godine.
Dana 11. srpnja 2020. Godine apostolska nuncijatura u Sarajevu objavila je da je sveti otac prihvatio odreknuće od pastoralnog upravljanja biskupijama koje je zamolio sv. Oca a biskupom je imenovao mgsr. Petar Palića iz Hvarske biskupije.

#### Hercegovački slučaj
U lipnju 1975., kako bi riješio jurisdikcijske sporove između Hercegovačke franjevačke provincije i biskupije, papa Pavao VI. izdao je dekret „Romanis Pontificibus”, određujući koje župe mogu zadržati franjevci, a kojima treba upravljati dijecezanski kler. Do 1980. godine franjevci se još uvijek nisu odrekli deset župa.
Perić je 1996. naredio franjevcima u Čapljini da župu predaju dijecezanskim svećenicima, a Papa je poslao izaslanika da ih u to uvjeri. Franjevci su to odbili, a župljani su zazidali vrata crkve kako bi onemogućili ulazak biskupijskim svećenicima. Godine 1999. su uzurpirane župe u Grudama, Tepčićima-Pločama, Crnču i Mostaru. Župe Blagaj-Buna, Jablanica te Nevesinje mirno su predane biskupu na raspolaganje 1999. godine.
Po odluci Svete Stolice, iz Reda Manje braće, je od 1998. do 2007. otpušteno 9 osoba te su im oduzete svećeničke ovlasti. Godine 2004., zbog odbijanja potpisivanja Izjave o poslušnosti, još 24 franjevca su dobili zabranu obavljanja pastoralnih dužnosti.

##### Otmica biskupa Perića
U nedjelju, 2. travnja 1995., prema mostarskoj katedrali, oko 13 sati, uputila se skupina od oko 1.200 izjašnjenih franjevačkih pristaša. Na čelu kolone nalazio s veliki križ, nošene hrvatske zastave te su bili istaknuti transparenti protiv biskupa. Biskup je primao na razgovor u župnu kuću sve koji su to željeli, ali samo pojedinačno. U 14:30 h, skupina od 200-tinjak nasilnika, uglavnom žena, provalili su u župnu kuću. Nakon 40-ak minuta iz kuće su grubo izbačeni biskupijski kancelar, don Ante Luburić, a zatim i biskup Perić. Tada su od biskupa zahtijevali da se u župama Cimu, Ilićima i na Rudniku ostave franjevci, unatoč suprotnim odlukama Svete Stolice.
U više je navrata biskup Perić na mikrofon započinjao: „Kao što je Isus Krist, Sin Božji, bio spreman i dao svoj život za izvršenje volje Božje...”, ali je svaki put bio prekinut. Zatim su pred biskupa donijeli dvometarski „franjevački križ” sa zahtjevom da ga biskup poljubi. Biskup je poljubio tijelo Kristovo obrazlažući kako „ni Apolon ni Pavao ni Franjo nisu razapeti ga nas nego krist Gospodin”.
U 17 sati dolazi do fizičkoga nasilja prosvjednika. Skupina muškaraca je grubo nasrnula na kancelara i mjesnog biskupa, rastrgali im svećeničke reverende, a biskupu otkinuli biskupski križ – poklon Svetoga Oca. Zatim su biskup i njegov kancelar na silu ugurani u automobil i odvezeni u „Dom sv. Ante” u Cimu kojeg su otvorili franjevci protiv crkvenih pravila te neovlašteno i nezakonito obavljali crkvene službe. U Cimu se tada okupilo 200-tinjak osoba.
Za vrijeme vijećanja „crkvenog odbora” biskup i kancelar su molili zlatnu krunicu. Oko 21:00 h, situaciju je pokušao smiriti i sam mostarski gradonačelnik, Brajković, što je popraćeno negodovanjem. Oko 22:30 h, odlučeno je da će kancelar i biskup biti pušteni te vraćeni pred katedralu u istom automobilu u kojem su bili oteti i u kojem je izvršeno nasilje.
Danima iza su pristizala pisma solidarnosti i zgražanja nad ovim nasilničkim činom. Pisma su uputili prefekt i tajnik Kongregacije za evangelizaciju naroda, kardinal Jozef Tomko te biskup Josip Uhač, Zatim general franjevačkog reda, Hermann Schalück, te zagrebački nadbiskup kardinal Kuharić. Pisma su uputili i brojni drugi hrvatski biskupi i svećenici.

#### Međugorski fenomen
Biskup Perić je od svoga biskupskoga imenovanja zauzeo jednak stav prema navodnim međugorskim marijanskim ukazanjima kao i njegov prethodnik Pavao Žanić.
U članku „Međugorska "ukazanja" u prvih sedam dana” objavljenom 2017. godine biskup Perić zaključuje:
„Imajući u vidu sve što je ovaj Biskupski ordinarijat do sada istraživao i proučavao, uključujući prouku prvih sedam dana navodnih ukazanja, može se mirno ustvrditi: Gospa se u Međugorju nije ukazala! To je istina koje se držimo, i vjerujemo Isusovoj riječi da će nas "istina osloboditi".”

## Počasti
- „Spomenica: 25. obljetnica biskupskoga ređenja msgr. Ratka Perića”, Crkva na kamenu, Mostar, 2018.

## Djela
- „Iz trebinjskih susreta” (Trebinje, 1974.)
- „Smisao evangelizacije u perspektivi anonimnog kršćanstva: pars dissertationis ad Lauream in. S. Theologia” (Mostar, 1976.)
- „Dekret o ekumenizmu - Unitatis redintegratio” (Zagreb, 1987.)
- „Ekumenske nade i tjeskobe” (Mostar, 1993.)
- „Mir i jedinstvo: govori, odgovori, razgovori: 1992. – 1996.” (Mostar, 1997.)
- „Slava Ocu i Sinu i Duhu Svetom” (Mostar, 1999.)
- „Dekalog: deset Božjih sustava” (Mostar-Trebinje, 2000.)
- „Da im spomen očuvamo” (Mostar, 2000.)
- „Naravni porivi i nadnaravni darovi: sedam glavnih grijeha i Sedam darova Duha Svetoga” (Mostar-Trebinje, 2003.)
- „Kćeri poslušna: u povodu najavljene beatifikacije Marije Propetog Petković” (Mostar, 2003.)
- „Kroz mnoge nam je nevolje: govori, razgovori, osvrti i pisma: 1997. – 2004.” (Mostar, 2004.)
- „Kroz mnoge nam je nevolje: govori, razgovori, osvrti i pisma: 1997. – 2005.” (Mostar, 2006.) (2. dopunjeno izd.)
  - „Many problems lie ahead: persecution of Croats in Bosnia and Hercegovina by the worlds' powers” (Sydney, 2007.) (3. skraćeno izd.; prijevod)
- „Smisao ženidbenoga života” (Varaždinske Toplice, 2010.)
- „Svećenici glagoljaši na području BiH: trista godina djelovanja (1551. – 1851.)” (Mostar, 2016.)
- „Sjeti me se kada u raj dođeš!” (Mostar, 2017.)
- „Nada koja ne postiđuje” (Mostar, 2018.)
- „Pođite i propovijedajte” (Mostar, 2020.)
- „Biskup Žanić o Međugorju” (Mostar, 2021.)
- „Kriste, budi im život Ti!” (Mostar, 2021.)
- „Istinom u ljubavi” (Mostar, 2022.)

### Knjige duhovnih vježbi
- „Prijestolje mudrosti” (Mostar, 1995.)
- „Da nisam ja, Gospodine?: duhovne vježbe po Dvanaestorici” (Mostar, 2005.)
- „Ti si taj čovjek: duhovne vježbe po Davidu” (Mostar, 2005.)
- „Savle, brate, progledaj!: duhovne vježbe po sv. Pavlu” (Mostar, 2006.)
- „Mojsije! Mojsije!: duhovne vježbe po Mojsiju” (Mostar, 2007.)
- „Znamenita imena iz apostolskih vremena” (Mostar, 2008.)
- „Abrahame! Abrahame!” (Mostar, 2009.)
- „Isusove sugovornice: duhovne vježbe” (Mostar, 2010.)
- „Isusovi sugovornici: duhovne vježbe” (Mostar, 2011.)
- „Jobovi bolovi i Božji blagoslovi” (Mostar, 2012.)
- „Isus silan na djelu: duhovne vježbe” (Mostar, 2013.)
- „Isus silan na riječi: duhovne vježbe” (Mostar, 2014.)
- „Isusova Majka: duhovne vježbe” (Mostar, 2015.)
- „Kristove poruke sedmerim crkvama: duhovne vježbe svećenicima” (Mostar, 2016.)

### Značajniji članci
- „In memoriam don Ivanu Tomasu”, u Hrvatska revija 42 (1992.), 3/4(167/168)
- „Iz korespondencije Meštrović-Kamber”, u Hrvatska revija 43 (1993.), 2/3(170/171)
- „Doprinos hrvatskih biskupa mariologiji na Drugome vatikanskom koncilu”, u Bogoslovska smotra 63 (1993.)
- „Budislavićev pravovjerni zavodu”, u Vrela i prinosi 1994./1995.
- „Draganović o sebi”, u Kolo 8 (1998.)
- „Non expedit i Non licet”, u Vrhbosnensia 7 (2003.), 1.
- „Povod Deklaraciji Dominus Iesus”, u Vrhbosnensia 7 (2003.), 1.
- „Mučeništvo Marka Milanovića”, u Stolačko kulturno proljeće 2 (2004.)

### Knjige
- Bogdan, Jure. 2001. Prilozi.   Bogdan, Jure (ur.). Papinski hrvatski zavod svetog Jeronima (1901.-2001.): zbornik u prigodi stoljetnice Papinskoga hrvatskog zavoda svetog Jeronima. Papinski hrvatski zavod svetog Jeronima; Glas koncila. Rim; Zagreb. ISBN 953-6258-50-1
- Perić, Ratko. 2001. Papinski zavod sv. Jeronima u Rimu (1959.-2001.).   Bogdan, Jure (ur.). Papinski hrvatski zavod svetog Jeronima (1901.-2001.): zbornik u prigodi stoljetnice Papinskoga hrvatskog zavoda svetog Jeronima. Papinski hrvatski zavod svetog Jeronima; Glas koncila. Rim; Zagreb. ISBN 953-6258-50-1
- Zovkić, Mato. 1986. Katolička crkva u Bosni i Hercegovini u XIX i XX stoljeću: povijesno-teološki simpozij prigodom stogodišnjice ponovne uspostave redovite hijerarhije u Bosni i Hercegovini - Sarajevo 1. i 2. srpnja 1982. Vrhbosanska visoka teološka škola. Sarajevo.
- Perica, Vjekoslav. 2002. Balkan Idols: Religion and Nationalism in Yugoslav States. Oxford University Press. Oxford. ISBN 9780195174298
- Sells, Michael A. 1998. The Bridge Betrayed: Religion and Genocide in Bosnia. California University Press. Bekeley. ISBN 9780520216624

### Članci
- Biskupova zahvalnica (PDF). Službeni vjesnik Biskupijâ Mostarsko-duvanjske i Trebinjsko-mrkanske. Biskupski ordinarijat Mostar. Mostar.  (3): 115–118. 2019.
- Međugorska "ukazanja" u prvih sedam dana (PDF). Službeni vjesnik Biskupijâ Mostarsko-duvanjske i Trebinjsko-mrkanske. Biskupski ordinarijat Mostar. Mostar.  (1): 264–266. 2017.

### Novinski članci
- Dodatak. Crkva na kamenu (5). Crkva na kamenu. Mostar. 1995. str. 1–8.
- Decreto del Presidente della Repubblica (PDF). Gazzetta Ufficiale della Repubblica Italiana. 1983 (talijanski). 124 (26). Istituto Poligrafico e Zecca dello Stato. Rim. 27. siječnja 1983. str. 687
- Komadina, Ante. 1992. Biskupsko ređenje u Neumu. Crkva na kamenu (10). Crkva na kamenu. Mostar. str. 5.
- Pavlović, Luka. 1992. Imamo novog biskupa. Crkva na kamenu (6–7). Crkva na kamenu. Mostar. str. 1.
- Ponzi, Mario. 23–24 listopada 1989. Nel cuore di Roma l'incontro con la Chiesa della Croazia. L'Osservatore Romano. 1989 (talijanski). CXXIX (253). Rim. str. 6. ISSN 0391-688X
- Segreteria di Stato - Nomine (PDF). Acta Apostolicae Sedis. 1982 (talijanski). LXXIV (2). Typis Polyglottis Vaticanis. Rim. 3. veljače 1982. str. 254. ISSN 0001-5199
- Segreteria di Stato - Nomine (PDF). Acta Apostolicae Sedis. 1990 (talijanski). LXXXII (7). Typis Polyglottis Vaticanis. Rim. 5. srpnja 1990. str. 738. ISSN 0001-5199

### Mrežna sjedišta
- Biskup emeritus. Biskupije Mostar-Duvno i Trebinje-Mrkan. Pristupljeno 4. rujna 2022.
- Perić, Ratko. 31. svibnja 2013. Prvo istina, onda pravda!. Katolička tiskovna agencija. Sarajevo.

## Vanjske poveznice
Ostali projekti
|  | Zajednički poslužitelj ima još gradiva o temi Ratko Perić |
|  | Wikizvor ima izvorni tekst Ratko Perić                    |
|  | Wikicitati imaju zbirke citata o temi Ratko Perić         |

Mrežna sjedišta
- Životopis na stranicama Biskupijâ Mostar-Duvno i Trebinje-Mrkan

| Titule u Katoličkoj Crkvi | Titule u Katoličkoj Crkvi                                       | Titule u Katoličkoj Crkvi |
| ------------------------- | --------------------------------------------------------------- | ------------------------- |
| prethodnik Đuro Kokša     | Rektor Papinskog hrvatskog zavoda svetog Jeronima 1979. – 1992. | nasljednik Anton Benvin   |
| prethodnik Pavao Žanić    | Biskup mostarsko-duvanjski 1993. – 2020.                        | nasljednik Petar Palić    |
| prethodnik Pavao Žanić    | Trajni apostolski upravitelj trebinjsko-mrkanski 1993. – 2020.  | nasljednik Petar Palić    |